# Стопанска Банка
Стопанска Банка — старейший и крупный банк в Северной Македонии.

## История
Банк был основан в 1944 году.
В 2000 году был приобретён Национальным банком Греции.